# Csepel

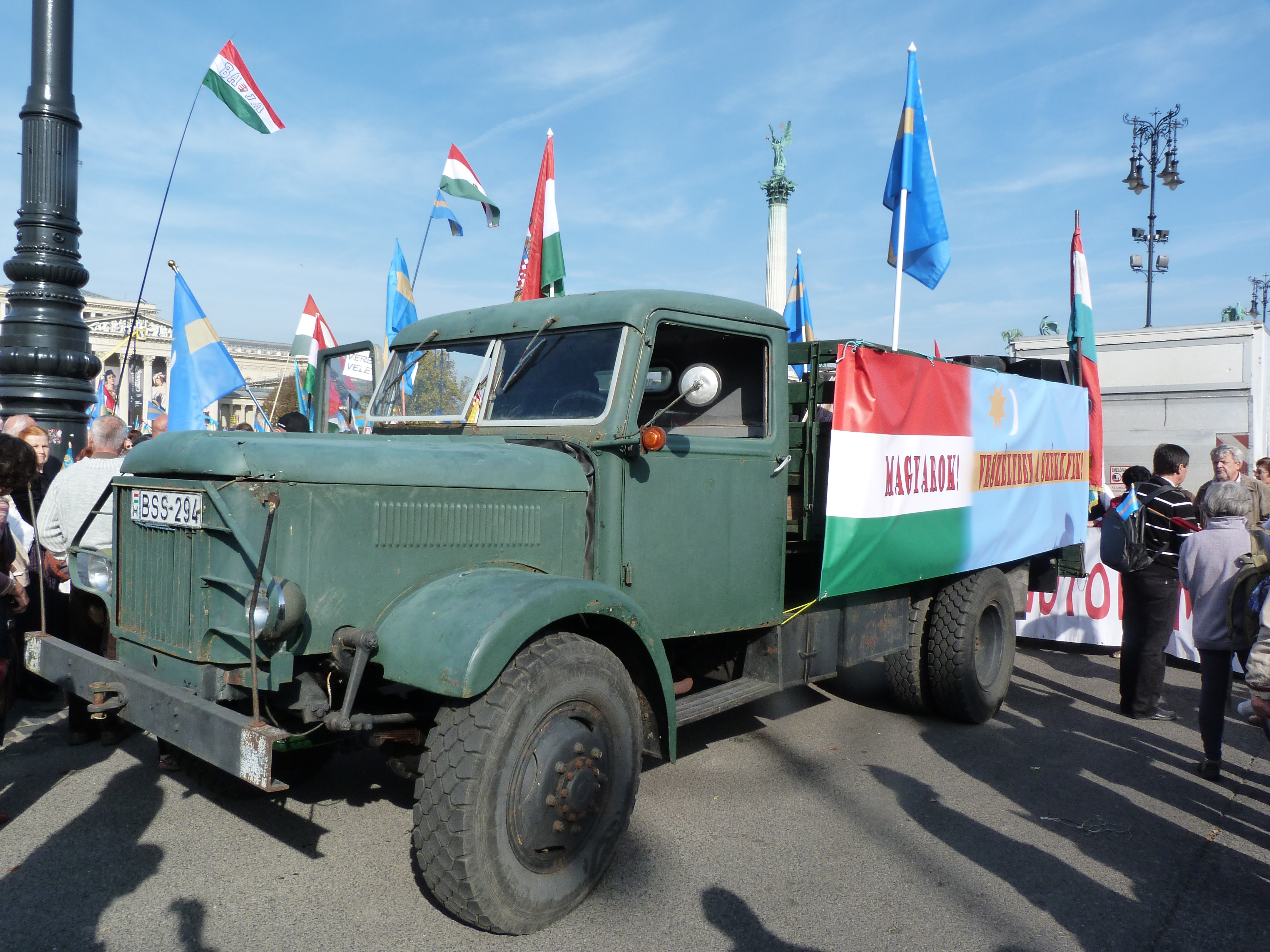
Вантажівка Csepel очолює Великий марш Секлерів у 2013 році.

Csepel (укр. Че́пель) — угорський виробник вантажних автомобілів, автобусних шасі та автокомпонентів (зчеплення, коробок передач, кермових механізмів).

## Історія компанії

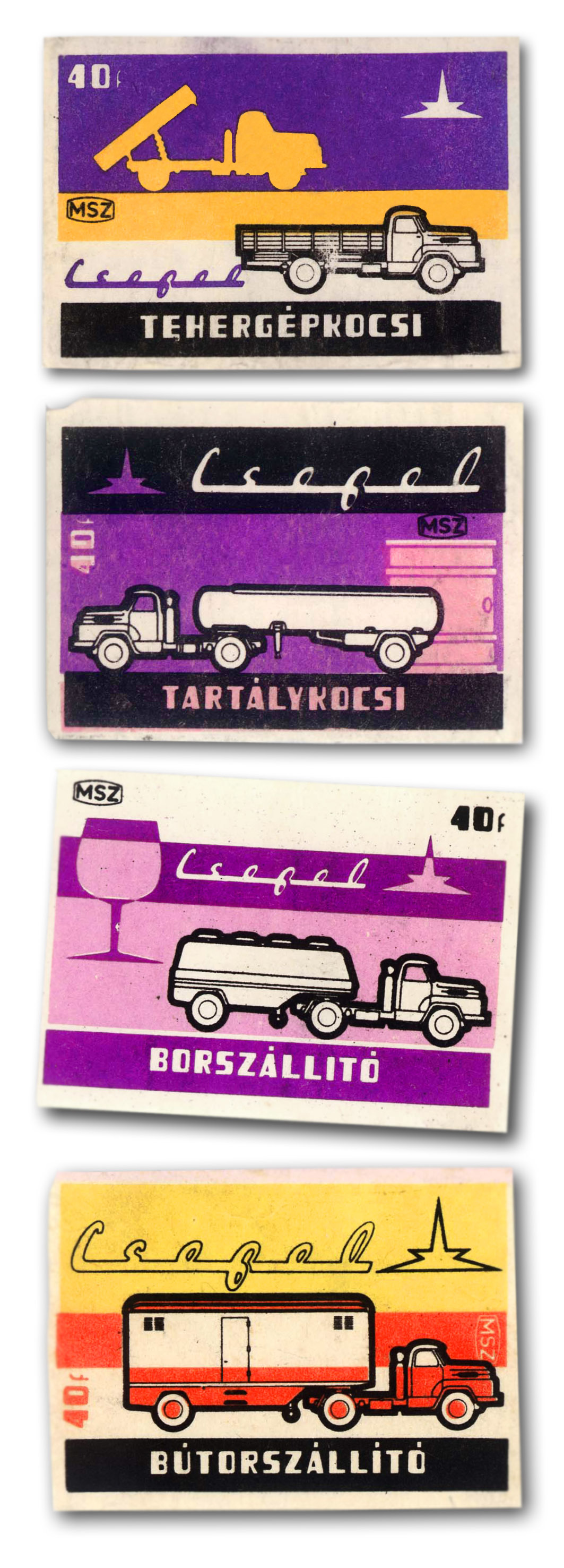
Різні вантажівки Csepel на сірникових етикетках 1960-х років.

### Передісторія
У зв'язку зі змінами політичної та економічної обстановки після Другої світової війни уряд враховував проблеми автомобільного транспорту. Після закінчення радикальних перетворень, що включали націоналізацію компаній, і відповідно до положень новоствореного РЕВ, Угорщина зосередилася на виробництві автобусів і вантажівок. З початком виробництва на новостворених заводах Ikarus та Csepel Auto розпочався новий розділ в історії угорської автомобільної промисловості.
У 1945—1948 роках, протягом першої трирічки угорські автомобільні та тракторні компанії МАВАГ та RÁBA продовжували випускати свій довоєнний модельний ряд.
Budapest Székesfővárosi Közlekedési Részvénytársaság (укр. Будапешт Секешфевороши Кёзлекедеші Решвенітаршашаг) (BSZKRT, у просторіччя зазвичай званий «Beszkárt») запросили сучасний дизельний двигун і автобус. Виробник MÁVAUT також просили новий тип автобуса на 30—35 осіб; Міністерство оборони запитували 1,3- та 3,5-тонні позашляховики; Міністерство сільського господарства закликало розробити нового типу трактора. Центр важкої промисловості виявив, що придбання іноземної ліцензії дозволяє швидко задовольнити ці потреби. Було виділено три заводи: Gräf & Stift (Австрія), Steyr (Австрія) та MAN (Німеччина)[джерело?].

### Початок
У 1949 році в однойменному передмісті Будапешта на місці зруйнованих наприкінці війни підприємств Weiss був збудований великий машинобудівний комбінат Csepel. Спеціалізація підприємства — верстатобудування, виробництво автомобільних компонентів, автобусних шасі, а з 1950 по 1989 роки вироблялися вантажні автомобілі. Csepel стали першими вантажівками, виробництво яких було організовано нещодавно створеної Угорської Народної Республіки.

Першим директором заводу був Ференцне Біро, інженер-механік, який здобув вищу освіту в Москві, молодший брат Матіаша Ракоші. Витяг із установчого договору від 18 листопада 1949 року:
Національна економічна рада у повноваженнях, делегованих урядом Угорської Народної Республіки, від 3 листопада 1949, 322/16/1949. У своєму рішенні № CSEPEL AUTÓGYAR вирішили створити національну компанію.
а. / Зареєстрований офіс національної компанії: Budapest, V., Akademie u. 9.
Місцезнаходження: Сігетсентміклош,
b. / Предмет компанії: виробництво автомобілів та двигунів, а також тракторних двигунів,
c. / Термін діяльності компанії: безстроковий,
d. / За компанію відповідає міністр важкої промисловості.
Перші моделі вантажівок були розроблені на базі вантажівок австрійської фірми Steyr. 21 грудня 1949 за ліцензією Steyr був побудований перший 4-циліндровий двигун Csepel. 3 квітня 1950 року був побудований перший автомобіль Csepel з двигуном власного виробництва, який був випробуваний генеральним директором Ференцем Біро у дворі заводу. У цей же період була побудована ще одна вантажівка Csepel D-350. У цьому року було випущено 1666 штук. Виробництво моделей D-350 (дизель) та B-350 (бензин) тривало з 1950 по [[1958|1958 рік[джерело?]]].
З 5 по 12 вересня 1950 року 8 гоночних вантажівок Csepel D та B-350 брали участь у міжнародних перегонах на надійність та швидкість, організованих Польською автомобільною асоціацією. Угорський Csepelek був першим, хто прийшов до фінішу у 2000-кілометровій складній гонці у Варшаві та посів перше місце у категорії дизельних двигунів, а також друге місце у категорії бензинових двигунів, випередивши вже відомі міжнародні бренди. Завдяки цим подіям та досягнутому результату, вантажівка Csepel 350 та компанія, якій ледве виповнилося п'ять місяців, здобули міжнародне визнання[джерело?].
До 1960-х років Csepel виробляв бортові вантажівки та сідельні тягачі (вони у складі автопоїздів вантажопідйомністю 10 тонн широко поставлялися в країни соцтабору, в тому числі і в СРСР), шасі для автобусів «Ікарус», гусеничні тягачі К800 з вантажною платформою, кранові шасі, пожежні та спеціальні машини.

### Період розквіту
У період із 1968 по 1975 рік у РЕВ відбулися структурні зміни: головним завданням Угорщини стало виробництво автобусів. Усі виробничі потужності повинні були сфокусуватися на цьому[джерело?]. Кабіни вантажівок Csepel спочатку виготовляла Лабораторія робіт (угор. Labor Műszeripari Művek) в Естергомі, потім Jelcz та Star у Польщі.
У 1968 році компанія Rába у Дьєрі почала виробляти ліцензовані двигуни MAN та вантажівки Rába нового покоління.[джерело?].
У 1970-х роках комбінат розробив нову гаму вантажних автомобілів, широко застосовуючи кооперацію з підприємствами країн соц. табору і насамперед Польщі. Однак, купівля ліцензії вантажних автомобілів західнонімецької компанії MAN та виробництво їх заводом Rába у Дьєрі серйозно вдарили по «Чепелю». На відміну від сучасних вантажівок Raba, продукція виробництва серйозно застаріла. З 1952 по 1975 комбінат виробляв також мотоцикли марки «Панонія». Однак у зв'язку з падінням експортного попиту на них від їх виробництва довелося відмовитися[джерело?].

### Занепад
Виробництво двигунів Csepel припинилося в 1975 році, після чого вантажівки Csepel в основному виготовлялися коштом RÁBA невеликими серіями[джерело?]. Замість власних двигунів на вантажівки починають встановлюватися вироблені в Угорщині двигуни Rába-MAN. З 1975 по 1980 на заводі так само вироблялися шведські всюдиходи Volvo C202 Laplander. За 1980-ті роки обсяг виробництва важких вантажівок скоротився з 3—5 тисяч до 1 тисячі одиниць на рік, завод практично повністю переключається на виробництво шасі та інших агрегатів для «Ікарусів», а вантажівки збирають на замовлення. З 1989 року завод повністю переключився на виробництво шасі та автокомпонентів[джерело?].

### Останніми роками
Компанія, в якій до кінця 1986 року працювало близько 10—000 осіб, була ліквідована в 1992 році через неплатоспроможність. До 1993 року у компанії залишилося 2000 співробітників. 1996 року через нездатність Ikarus оплатити російські замовлення постачальник «Автомобільний завод Csepel»[джерело?]. Хоча власні фінансові проблеми і призвели до закриття Csepel, Ikarus все ще виробляв автобуси у 2016 році на трьох своїх заводах: у Будапешті, Матіасфолд; Секешфехерваре, графство Фейєр; і Сегеде, повіт Чонград.

## Успіхи в автоспорті
У 2007 році вантажівка D344 EZF успішно пройшла гонку «Будапешт — Бамако» (Малі, Африка) у категорії Tour[джерело?].
У 2009 році пожежна машина D420, побудована на шасі моделі D344, також успішно завершила цю гонку.

## Галерея

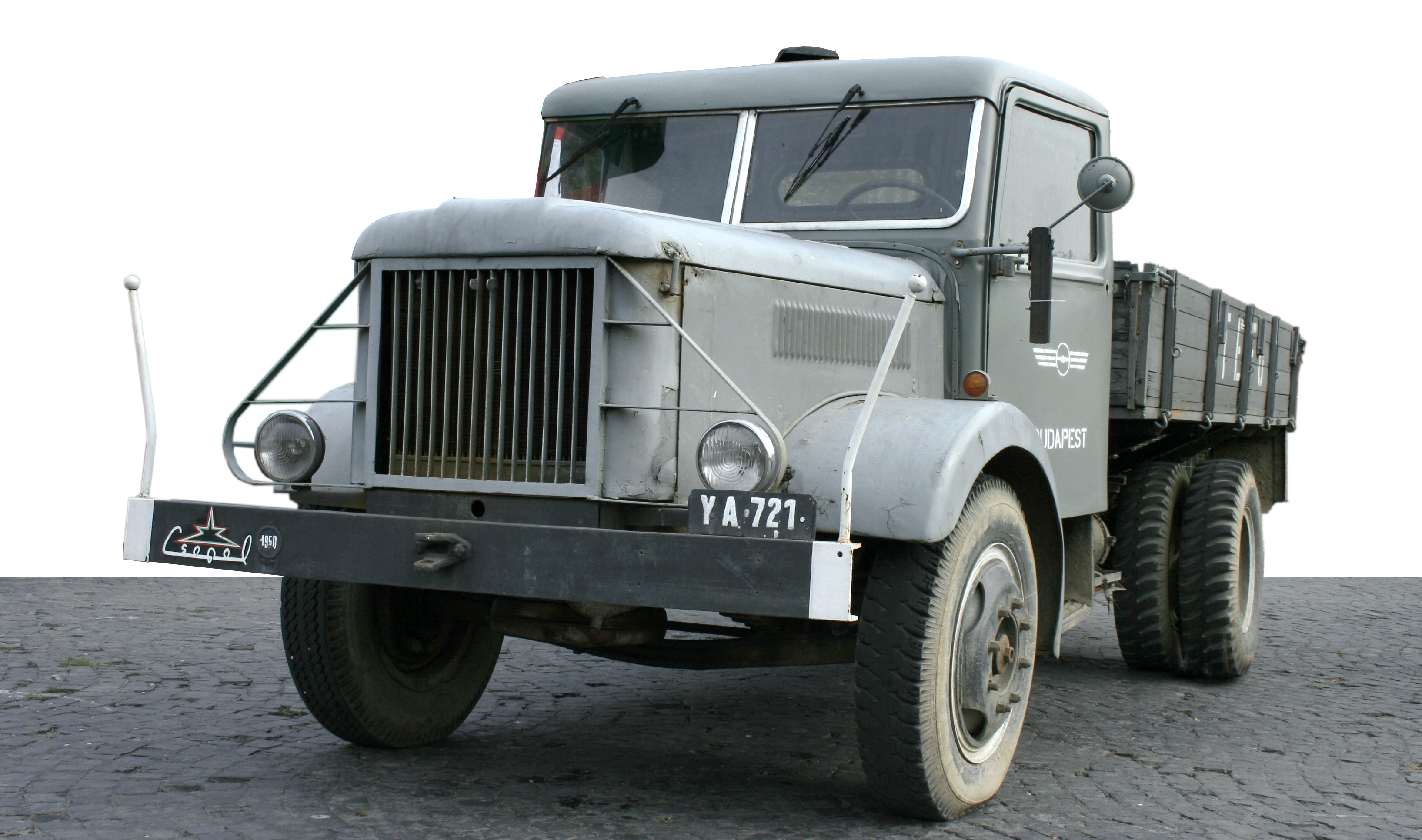
Csepel D-350 у 1955 році.
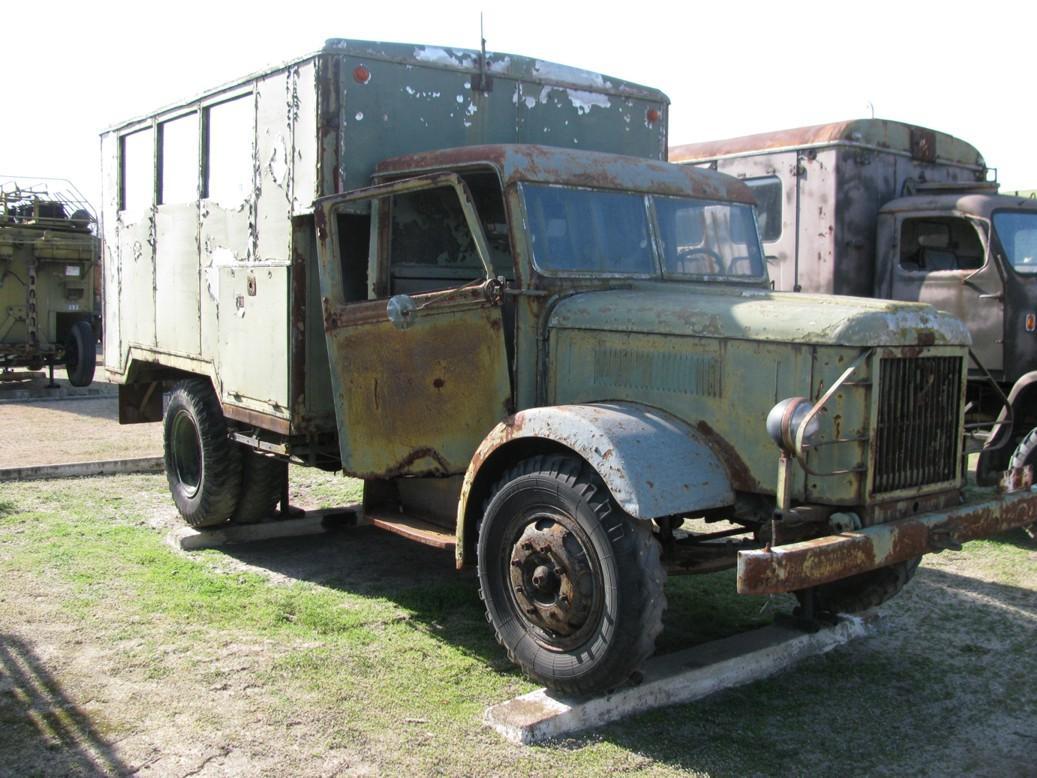
Вантажівка Csepel D-350 зі спеціальним кузовом у Військово-історичному парку Кечель (2012).
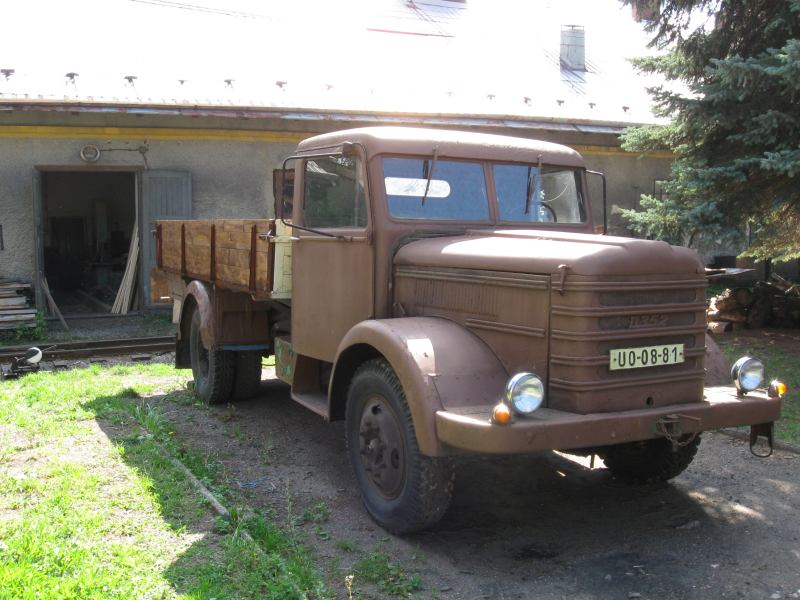
Все ще використовуємий Csepel D-352 в Чехії.
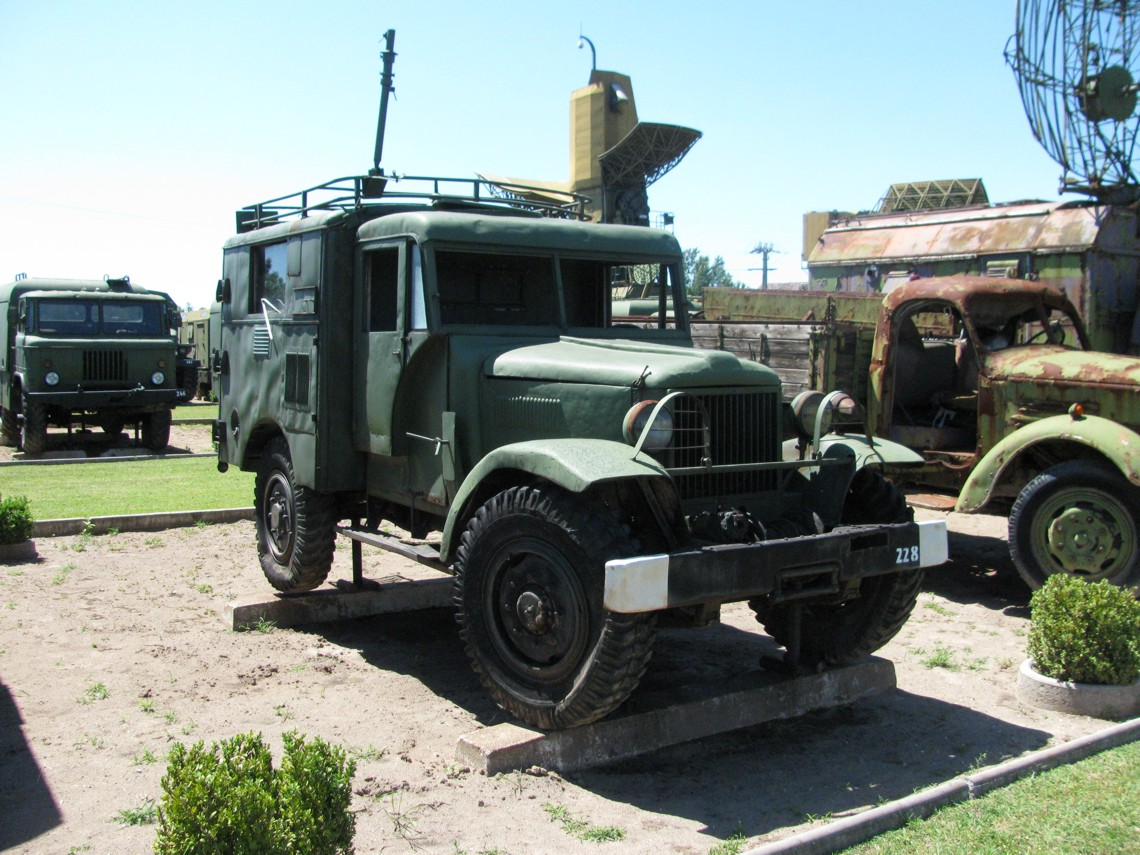
Новинний фургон Csepel 130 у Військово-історичному парку Кечель (2012 рік)
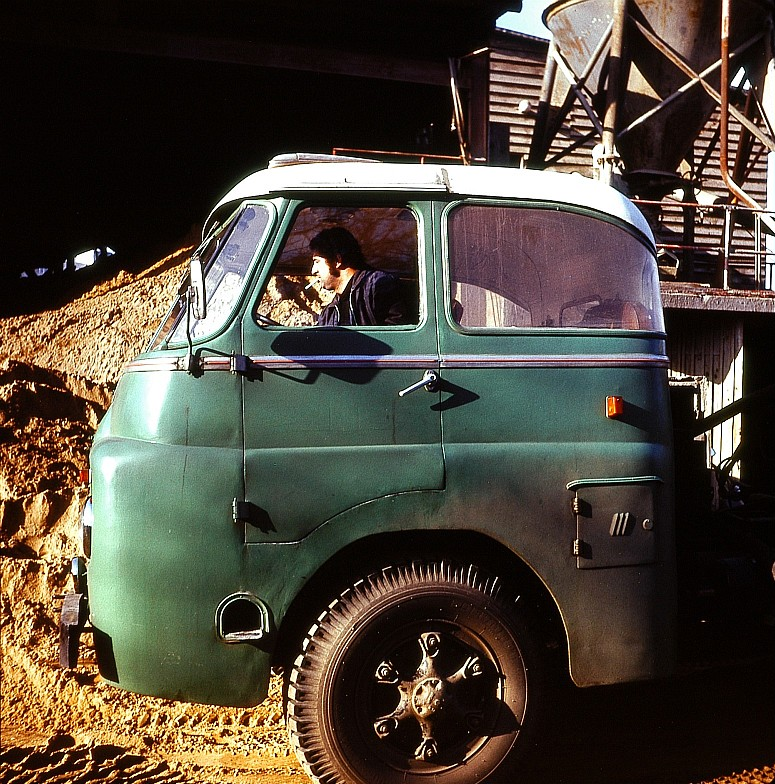
Csepel D-705 (1972 рік)
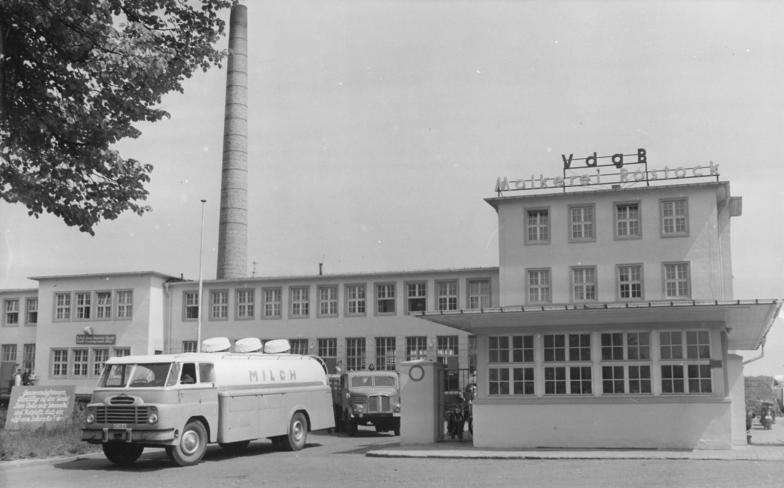
Csepel D-705 у Ростоку, колишньої НДР (1960 рік)
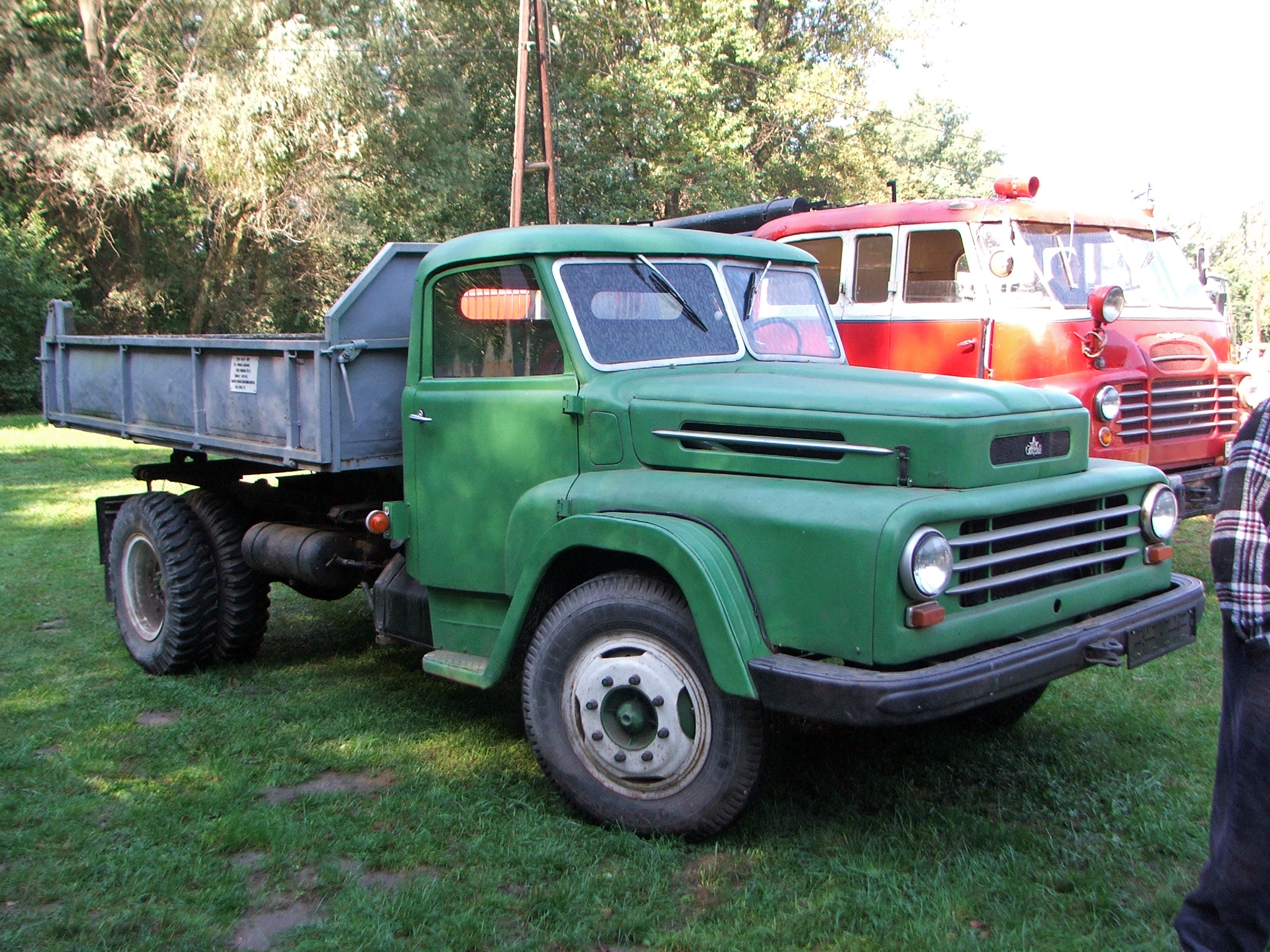
Оновлений Csepel 450, представлений Tata у вересні 2006 року.
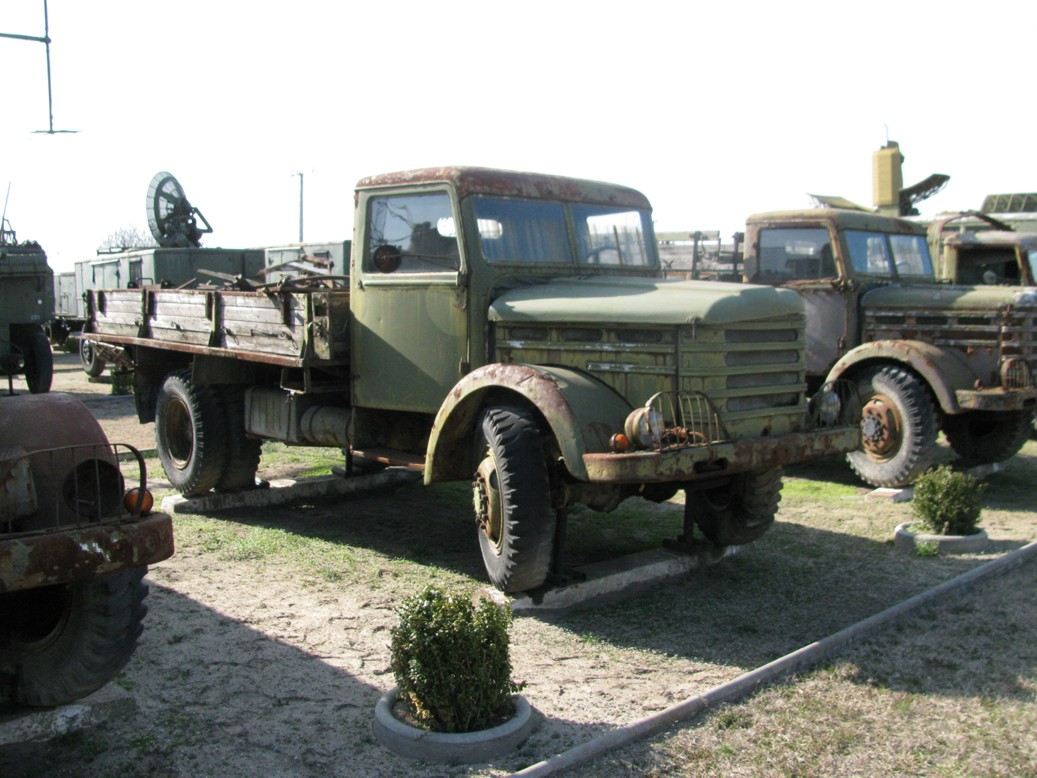
Військова вантажівка Csepel D-344 у Військово-історичному парку Кечель (2012 рік).
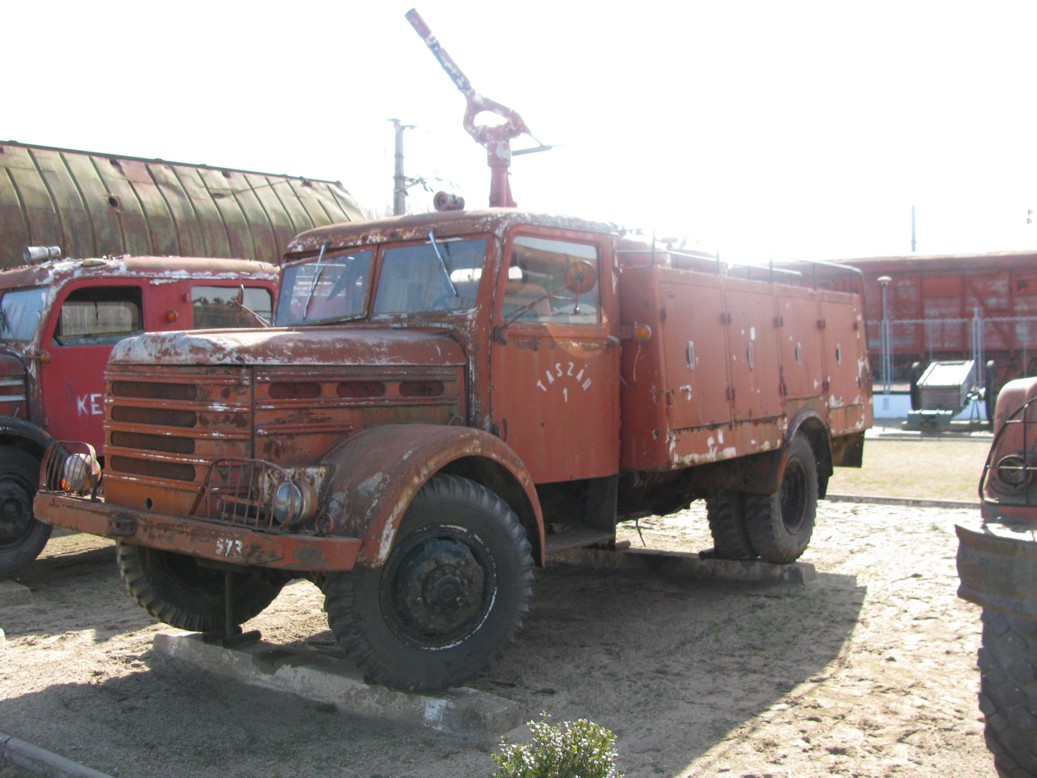
Пожежний автомобіль P-1500 N2 "TASZÁR" військового аеропорту Чепеля у Військово-історичному парку Кечель (2012).
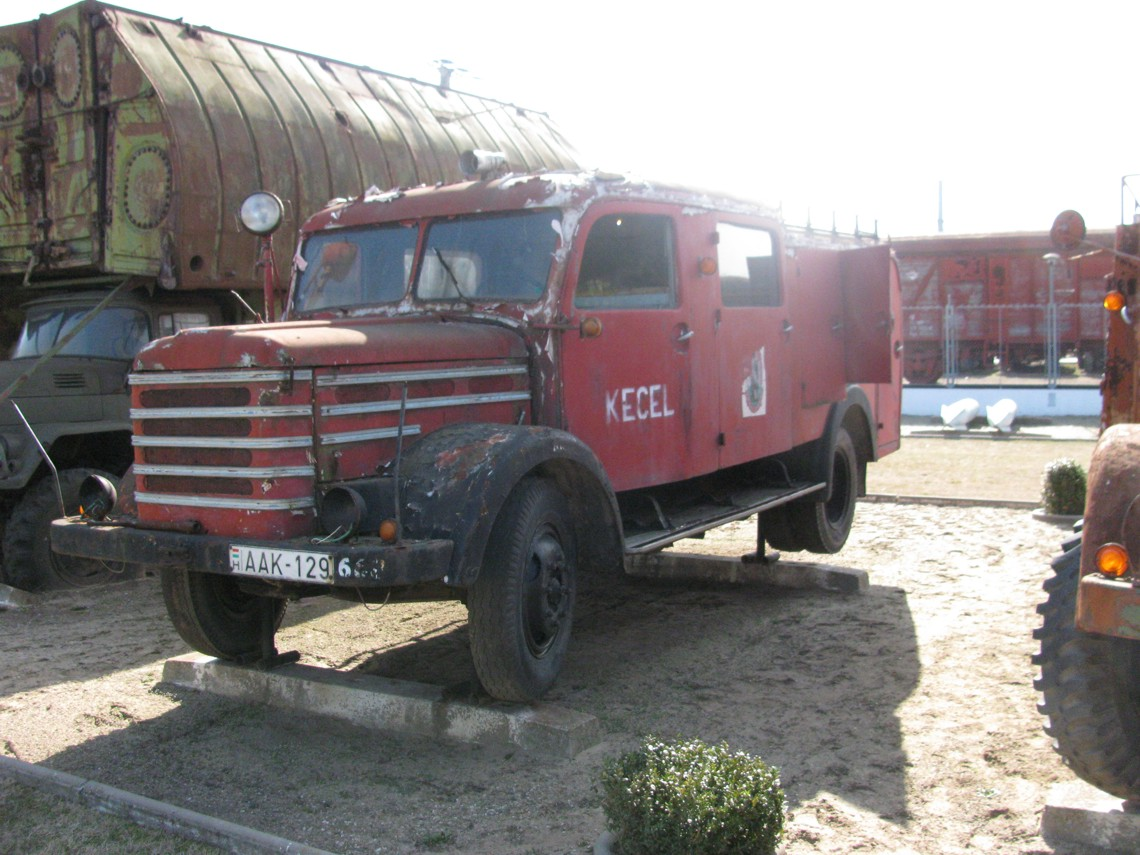
Пожежний автомобіль Csepel D-344 у Військово-історичному парку Кечель (2012).
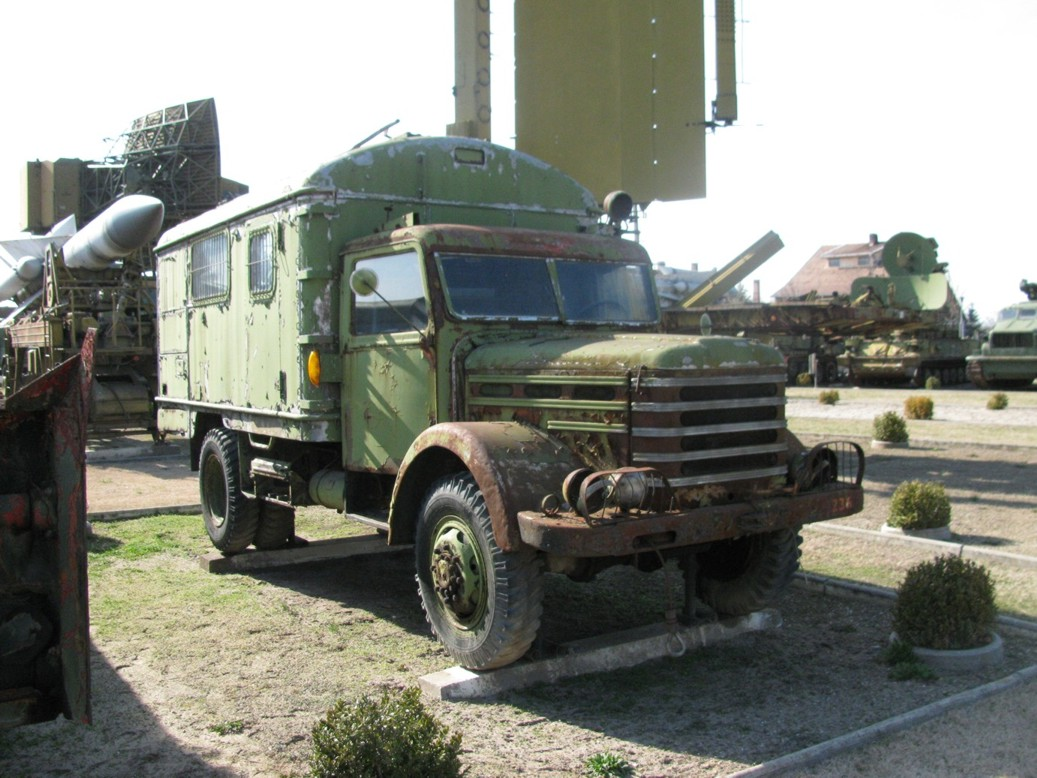
Вантажівка Csepel D-344 модифікації EZF у Військово-історичному парку Кечель (2012).
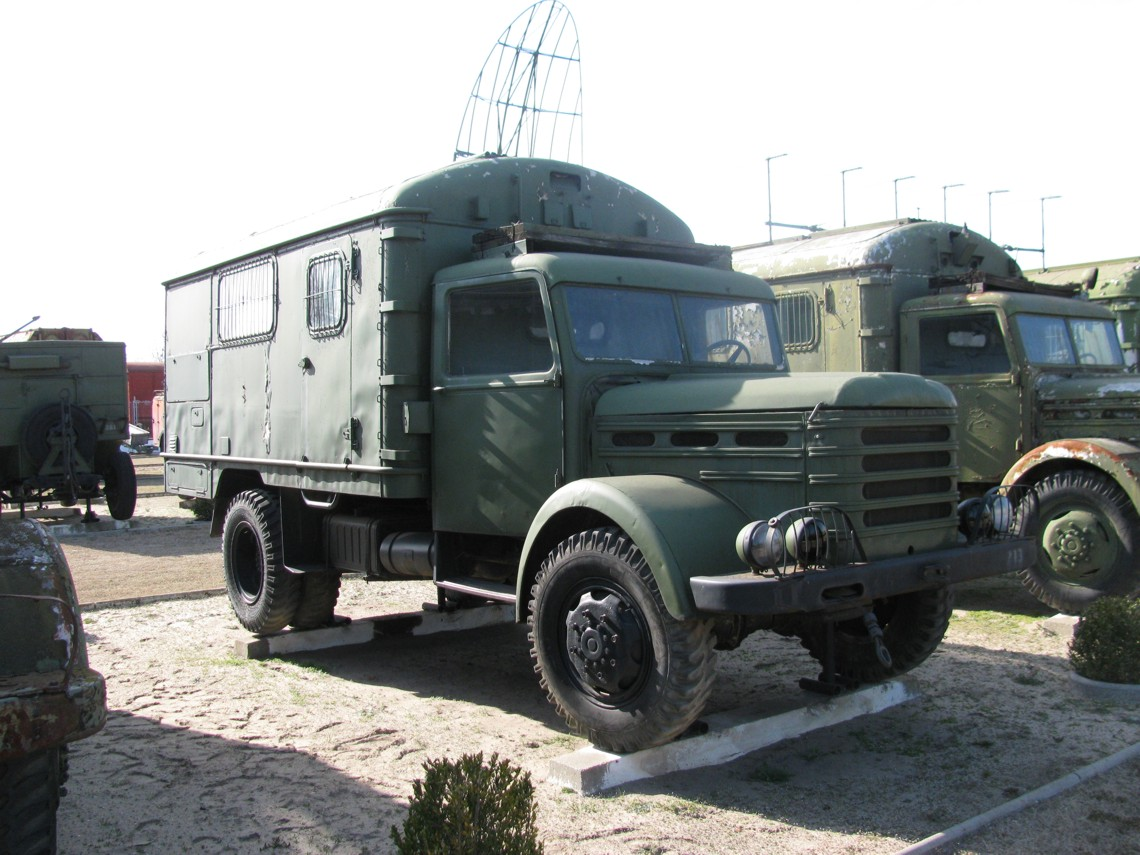
Автомобіль будівельної майстерні Csepel D-346 EZF у Військово-історичному парку Кечель (2012).
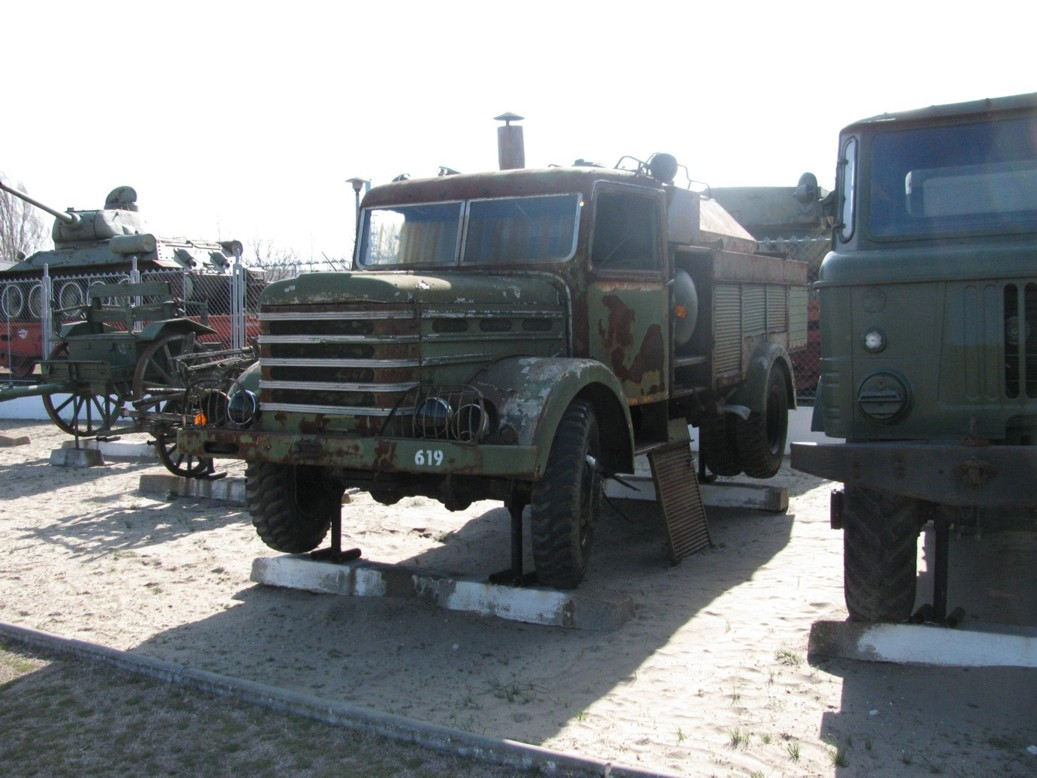
Військова вантажівка хімічного захисту FMG-67 на шасі Csepel D-346 у Військово-історичному парку Кечель (2012).
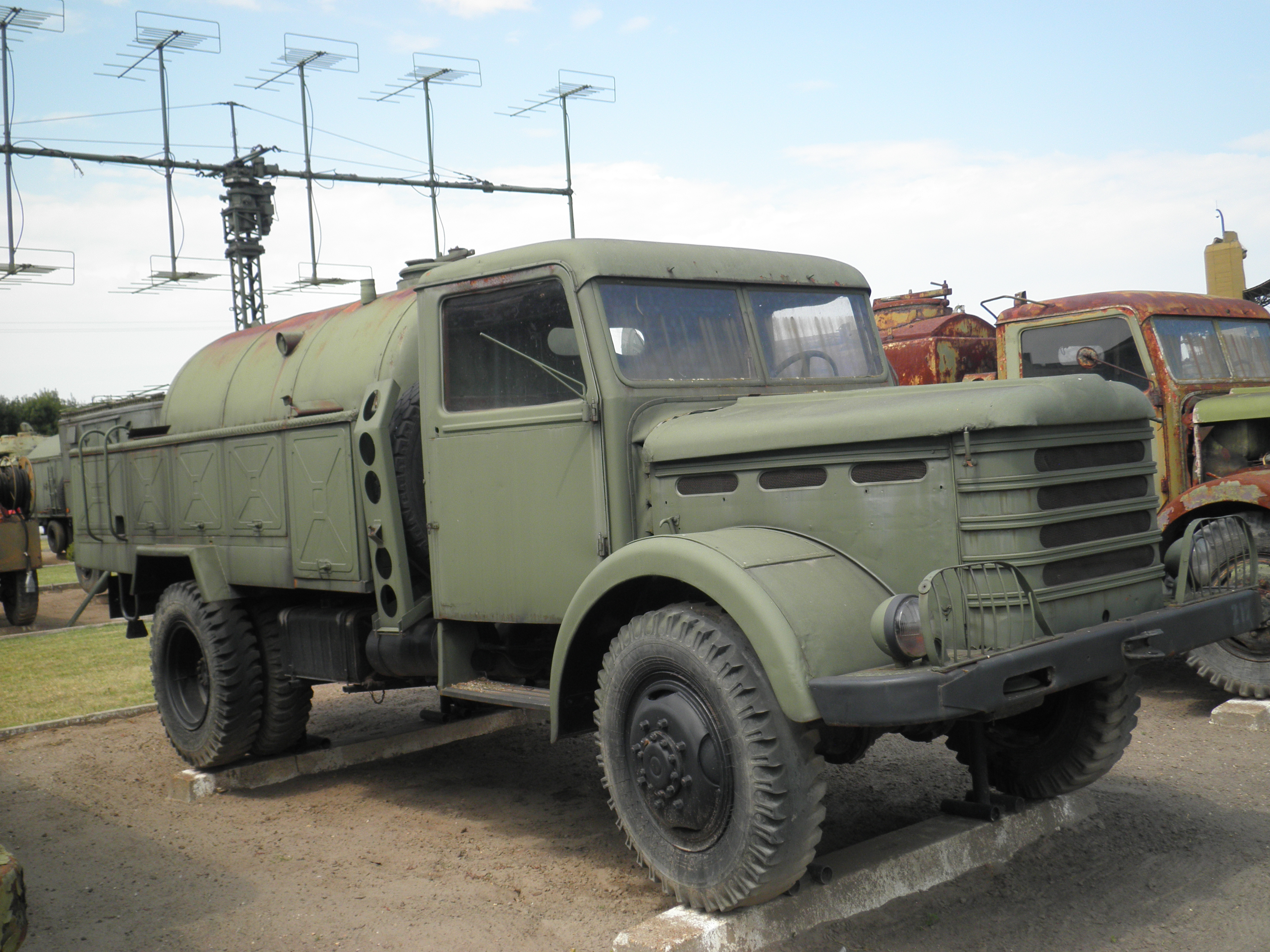
Водна транспортна вантажівка Csepel D-346 у Військово-історичному парку Кечель (2011 рік).
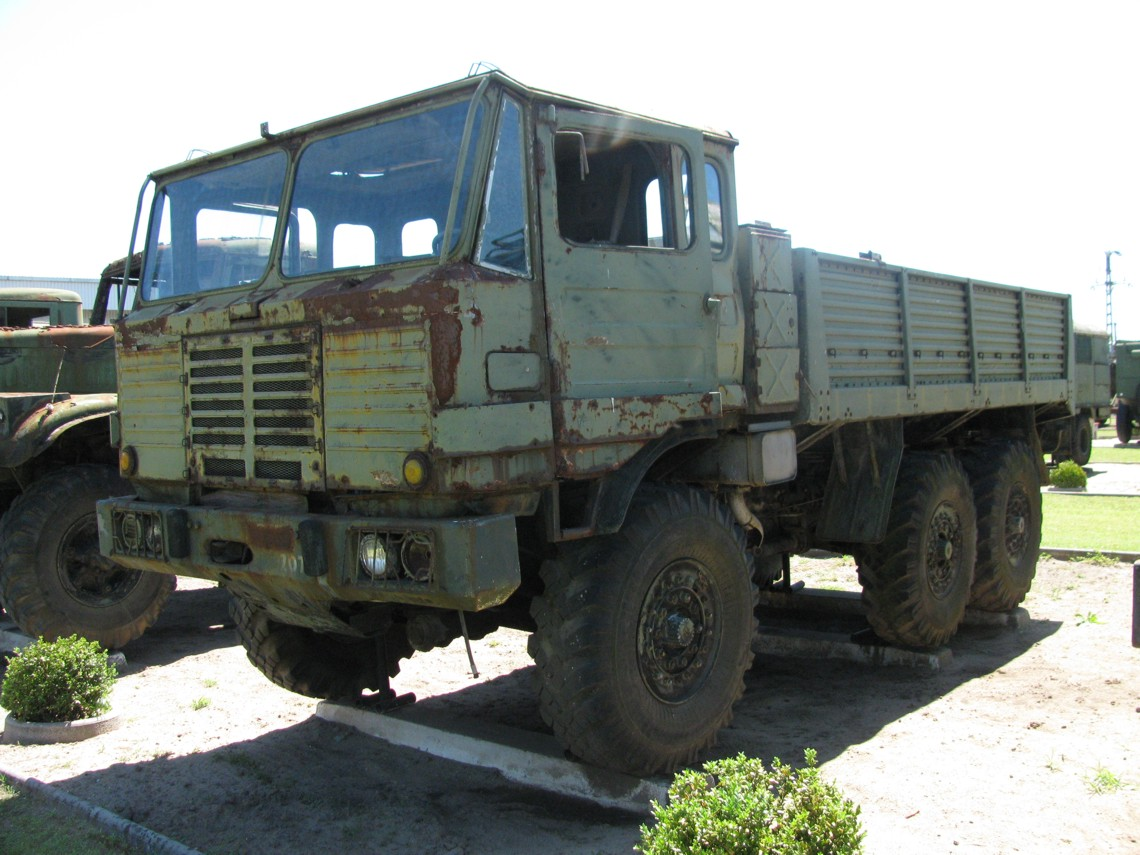
Позашляховик Csepel D-566 у Військово-історичному парку Кечель (2012 рік).
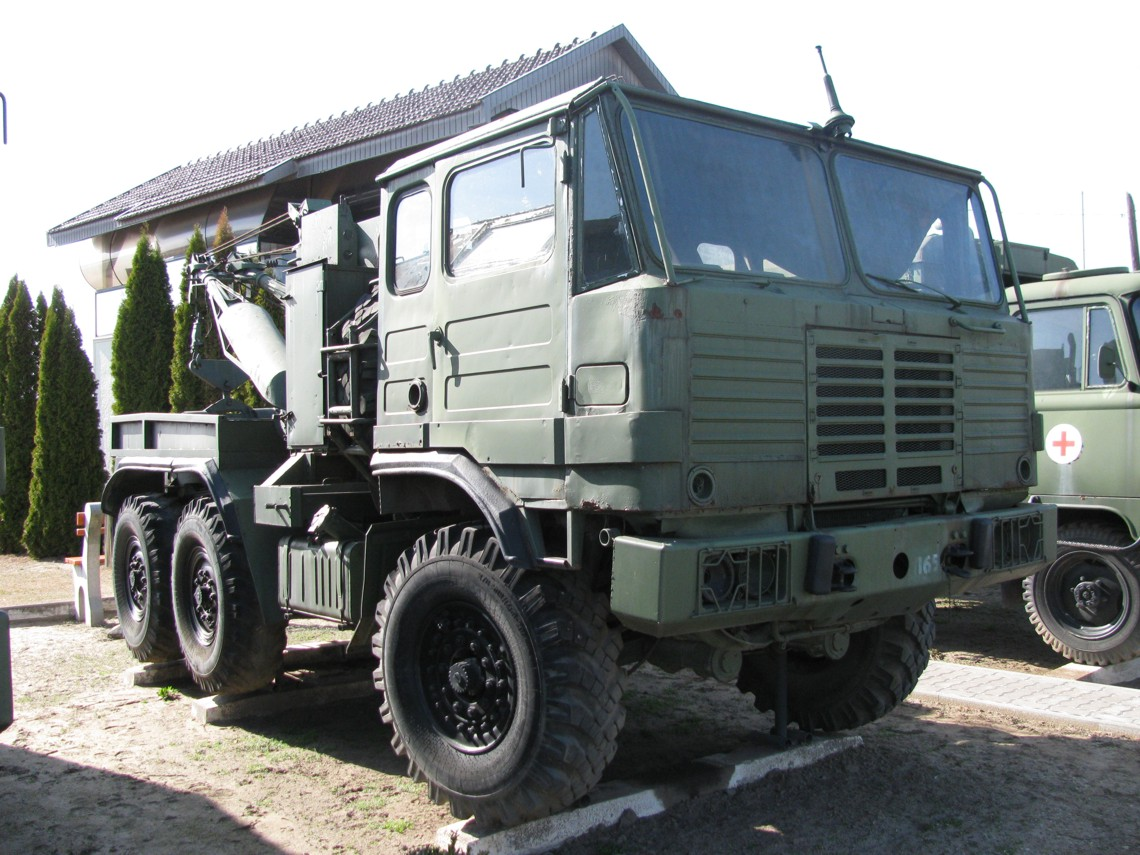
Автокран Csepel D-566 у Військово-історичному парку Кечель (2012).
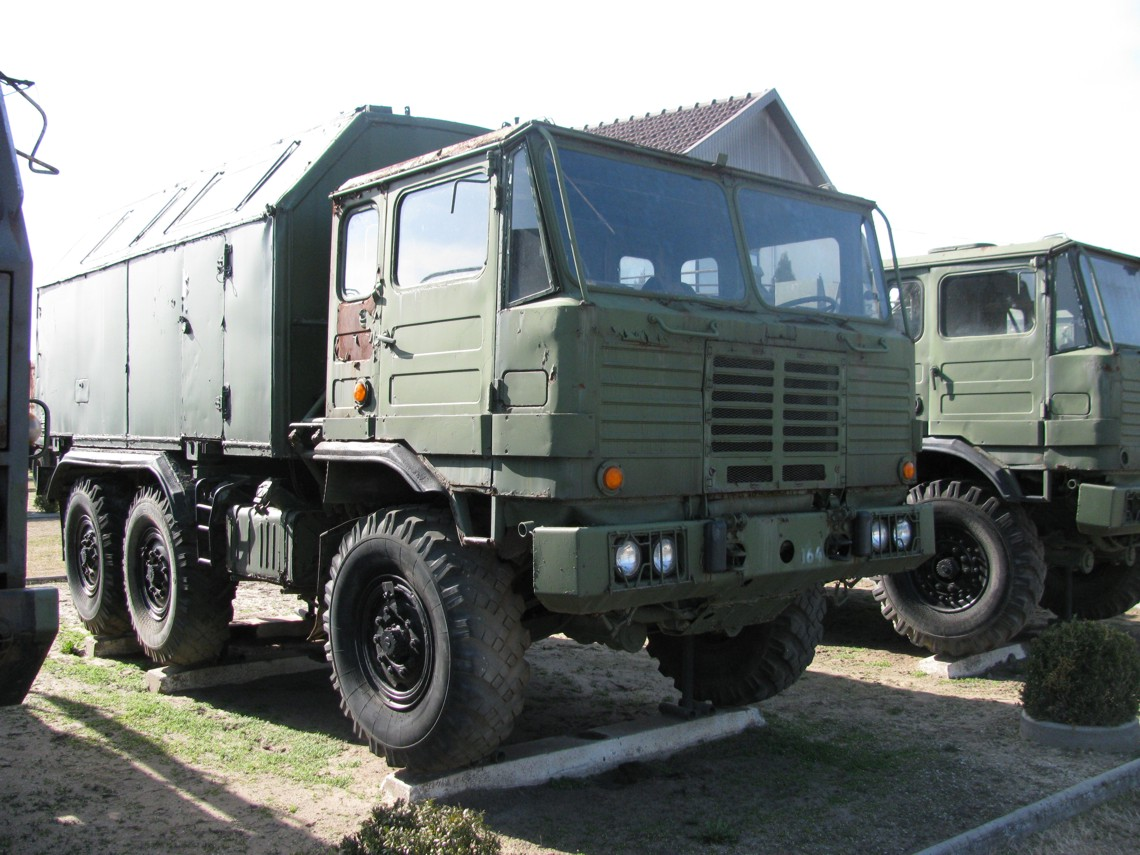
Автомобіль майстерні з технічного обслуговування танків Csepel D-566 у Військово-історичному парку Кечель (2012).